# Sfakáki
Sfakáki (en grec moderne : Σφακάκι) est un village de Crète, en Grèce, appartenant au dème de Réthymnon et au nome de Réthymnon. Selon le recensement de 2011, sa population était de 792 habitants.